# Primera guerra de Villmergen
La primera guerra de Villmergen fue una guerra religiosa suiza que duró desde el 5 de enero hasta el 7 de marzo de 1656, en la época de la Antigua Confederación Suiza. Por un lado estaban las ciudades protestantes de Zúrich y Berna, por el otro las regiones católicas en Suiza Central. Los protestantes trataron de romper la hegemonía política de los católicos, que había existido desde 1531. El casus belli fue la expulsión y ejecución de protestantes de la comuna de Schwyz de Arth. Los zuriqueses asediaron sin éxito la ciudad de Rapperswil, aliada de Suiza Central, que decidió unirse a las fuerzas católicas. Los berneses fueron derrotados y repelidos en la Primera Batalla de Villmergen. El Tercer Landfrieden puso fin al conflicto y restableció el equilibrio de poder existente antes de la guerra.

## Causas
Durante la Guerra de los Campesinos Suizos  de 1653, cuando los gobiernos de los cantones protestantes y católicos se unieron en conjunto contra los campesinos insurgentes, las diferencias confesionales que habían existido durante más de un siglo se dejaron temporalmente en un segundo plano. En 1654, el alcalde de Zúrich, Johann Heinrich Waser, recibió la tarea de elaborar un plan para reorganizar la Confederación. Sin embargo, el proyecto federal de 1655 fue rechazado por los católicos, porque vieron una amenaza a su dominio en él. La diferencia entre las religiones surgió una vez más.
En septiembre de 1655, las enemistades se intensificaron cuando los protestantes que vivían en el pueblo de Schwyz Arth huyeron a Zúrich, después de lo cual las autoridades confiscaron sus propiedades. Cuatro de estos "nicodemitas"  fueron ejecutados por la gente de Schwyz, otros tres fueron entregados a la Inquisición en Milán. En una reunión extraordinaria de la Dieta Federal en diciembre de ese mismo año, Zúrich solicitó que se sancionara a los responsables, que presentaran  disculpas formales y se disolviera la Liga de Oro Católica formada en 1586. Cuando se ignoraron estas demandas, Zúrich declaró la guerra el 6 de enero de 1656.
Las ciudades católicas de Suiza Central le prometieron a Schwyz su apoyo. En el lado protestante, solo Berna brindó su apoyo a gran escala, mientras que Schaffhausen solo proporcionó tropas para la defensa. Basilea, Friburgo, Soleura, Appenzell Rodas, Glaris, las Tres Ligas y San Galo se mantuvieron neutrales.

## Curso de la guerra
Incluso un día antes de la declaración de guerra, los batallones de Zúrich marcharon a Rheinau para saquear la ciudad y la Abadía de Rheinau. El 7 de enero, el general Hans Rudolf Werdmüller dirigió la fuerza principal protestante hacia Rapperswil y puso sitio a la ciudad. Pequeñas unidades tomaron Frauenfeld, Kaiserstuhl, Klingnau y Zurzach, otras se atrincheraron en Oberwil y Kappel am Albis. Las tropas de Schaffhausen se posicionaron entre Wädenswil y Hütten.
Berna se movilizó el 8 de enero participando solitariamente en el inicio. Alrededor de dos tercios de sus soldados eran necesarios para proteger las fronteras con sus vecinos católicos. Los soldados restantes se movilizaron hacia Aarau bajo comando del general Sigmund von Erlach. Tenían la intención de allí unir fuerzas con las tropas de Zúrich, sin embargo, aquellos todavía estaban en el infructuoso asedio a Rapperswil. Desde el lado católico, Lucerna tomó el mando supremo del ejército. Todas las tropas de Lucerna y Zug que no habían sido convocadas para proteger las fronteras se reunieron en Muri y se unieron en Boswil con batallones provenientes del Freie Ämter.
El 24 de enero de 1656, se produjo la Primera Batalla de Villmergen. Las tropas católicas sorprendieron al ejército de Berna, que había llegado a Villmergen a primera hora de la tarde. A pesar de su inferioridad numérica y de armamento técnico, los católicos pudieron repelerlos, a lo que la falta de coordinación entre los berneses contribuyó en gran medida. Después de que Zúrich intentó un asalto final contra Rapperswil el 3 de febrero decidieron poner fin al asedio sin éxito. En las semanas siguientes, ocurrieron varias escaramuzas y ataques más pequeños contra la población.

## Consecuencias
Francia y Saboya fungieron como mediadores entre los beligerantes. Entre todas las partes se llegó al Tercer Landfrieden el 7 de marzo, en el que juraron solemnemente que cesarían el combate y se les concedió la amnistía por mala conducta cometida durante la guerra. Además, todas las tropas fueron retiradas, los prisioneros de guerra liberados y los reductos construidos fueron desmantelados. Cada cantón obtuvo el derecho de mantener el statu quo con respecto a la religión. Las cuestiones controvertidas, como las indemnizaciones por daños, se transfirieron al tribunal arbitral, pero debido a la mala reputación dentro de la comisión quedaron sin resolver en muchos casos. La verdadera causa directa de la guerra, los refugiados protestantes de Arth, fue descartada.
De hecho, el tratado de paz confirmó el equilibrio de poder establecido en 1531 tras la Segunda guerra de Kappel, es decir, el dominio político de los cantones católicos dentro de la Confederación.

## Literatura
- (en alemán) Hans Rudolf Fuhrer, "Villmerger Kriege 1656/1712", in Militärgeschichte zum Anfassen 19 (Bern 2005).  Militärische Akademie der ETH Zürich/Bundesamt für Bauten und Logistik.
- (en alemán) Thomas Lau, Villmergerkrieg, Erster (2014). Historisches Lexikon der Schweiz.